# Šumárník
Šumárník je přírodní rezervace poblíž obce Bělá pod Pradědem v okrese Jeseník. Oblast spravuje AOPK ČR Správa CHKO Jeseníky. Důvodem ochrany jsou botanicky významné vypreparované skalky na hřebeni Šeráku.